# ريوتا كيتو
ريوتا كيتو (باليابانية: 紀藤 隆翔) (مواليد 14 أغسطس 1998)، هو لاعب كرة قدم ياباني متقاعد.

## وصلات خارجية
- ريوتا كيتو على موقع رابطة كرة القدم اليابانية للمحترفين (اليابانية)
- ريوتا كيتو على موقع Soccerway.com (الإنجليزية)
- ريوتا كيتو على موقع عالم كرة القدم.نت (الإنجليزية)